# Río de la Plata
Río de la Plata ("Sølvstrømmen") er benævnelsen for den store, havbugtlignende munding, der dannes af de sydamerikanske floder Paranás og Uruguays udløb i det atlantiske ocean og har en længde af 300 km. Den tragtformige flodmunding kan deles i 3 hydrografisk forskellige partier.
Det første når fra Paranás og Uruguays munding indtil La Plata-bugtens indsnævring mellem Ensenada og Colonia, hvorimellem afstanden er 52 km; på denne strækning er den flodlignende karakter endnu bevaret, og vandet er så godt som fuldstændig ferskt.
Det næste afsnit strækker sig fra den anførte indsnævring indtil en næste, 105 km bred, mellem Montevideo og Punta de las Piedras; her begynder kampen mellem det ferske og det salte vand, og her findes tillige de for den stærke skibsfart så hindrende sandbanker.
Deres mængde tiltager i det tredje, yderste og bredeste afsnit af Río de la Plata, der udvider sig indtil 300 kms bredde og næsten udelukkende består af saltvand. Generende for skibsfarten er desuden de hyppige SV.-storme: Pamperos. Ud for Uruguays kyst ligger her øerne Isla de Flores og Isla de Lobos og på argentinsk side Isla San Jeronimo.
Selv ved L. P/s Munding fornægter modsætningen mellem det brasilianske højland og de argentinske Pampas sig ikke, idet Uruguay-bredden er bakket (Cerro do Montevideo 148 m), medens den modsatte bred er lav og flad.
34°52′59″S 56°42′49″V / 34.8831°S 56.7136°V